# HBO
HBO（エイチビーオー）は、ワーナー・ブラザース・ディスカバリー傘下でニューヨークに本部を置くホーム・ボックス・オフィス（Home Box Office, Inc.）が運営する、アメリカ合衆国の衛星放送およびケーブルテレビ放送局。
HBOおよび、映画専門チャンネルCinemax（シネマックス）を運営しており、2016年末時点で契約者数はアメリカ合衆国で4,900万、世界中で1億3,000万に及ぶ。
1975年の通信衛星経由の番組配信により、ケーブルテレビの歴史を変えた老舗であり、ライバル局のShowtime、Starzを抑え、アメリカでトップの実績を誇る。関連企業のワーナー・ブラザース参加のもと、1997年から制作し続けているオリジナルテレビドラマに絶対的な自信を持っており、現在では『ドラマのHBO』『クオリティのHBO』と言われるほどの主要なコンテンツとなっている。近年では『ゲーム・オブ・スローンズ』が日本を含め世界的に大ヒットした。
1999年からHDTV放送「HBO HD」を開始、2003年からは「Cinemax HD」を放送開始し、現在はHBO・CinemaxのすべてのチャンネルがHDTVで放送されている。
基本料金とは別に、月額15ドルから20ドル（2015年時点）の視聴料を支払うことで視聴可能となる「プレミアムチャンネル」がある。

## 沿革
- 1972年 - Sterling Manhattan Cableにより放送開始。
- 1973年 - 契約者数が伸び悩み、Time Life（現：ワーナー・ブラザース・ディスカバリー）が経営権を握る。
- 1975年 - 通信衛星による番組配信を行う。最初の番組はマニラで行われたモハメド・アリ対ジョー・フレージャー戦。
- 1980年 - 「The Movie Channel」に対抗して、映画専門チャンネル「Cinemax」放送開始。
- 1981年9月 - 週末のみ24時間放送開始（これまでは15時～24時までの9時間だけ放送していた）。
- 1981年12月28日 - 24時間放送を平日にも拡大、完全24時間放送となる。
- 1989年 - タイム・ワーナー発足により、その傘下となる。
- 1991年 - HBO2、Cinemax2（現在のMoreMAX）放送開始。既存のHBO、Cinemaxとのマルチプレックス放送開始。
- 1999年 - HBO HDの放送開始。
- 2003年 - Cinemax HDの放送開始。

## 番組内容

### テレビドラマ
HBOがオリジナルで製作したドラマ・コメディシリーズが放送されている。代表的な作品には『OZ/オズ』、『セックス・アンド・ザ・シティ』、『ザ・ソプラノズ 哀愁のマフィア』、『ラリーのミッドライフ★クライシス』、『ゲーム・オブ・スローンズ』などがある。

### 映画
ワーナーメディア傘下のワーナー・ブラザースの他、ドリームワークス、20世紀フォックス、ユニバーサル映画、ニュー・ライン・シネマ、A24との間でペイテレビ独占契約を結んでいる。

### ドキュメンタリー
2007年8月6日、広島と長崎の原爆被害（→広島市への原子爆弾投下、長崎市への原子爆弾投下）の実像を描いた日系3世の監督・スティーブン・オカザキの「White Light, Black Rain: The destruction of Hiroshima and Nagasaki」（邦題『ヒロシマナガサキ』）を放映し話題になった。このドキュメンタリーには、アメリカのテレビ番組に登場し、広島への原爆投下を後悔するエノラゲイ号の元搭乗員と握手する谷本清牧師の貴重な映像なども含まれている。

### 子供向け番組
2015年からセサミワークショップとの間で子供向け番組「セサミストリート」の新作エピソードを9カ月間独占放送する契約を結んだ上で本チャンネルにて放送している。なお、9カ月経過した後は従来から「セサミストリート」を放送していたPBSに加盟している各放送局にて無料で放送している。

### 放送終了番組

#### ボクシング
1973年1月に中継開始して以降、ボクシング中継を局の看板コンテンツに据え、中継試合のマッチメイクの最終決定権を持つほどの強い影響力を有し、ボクシングを中継するテレビ局としてはアメリカ国内トップに君臨していた。「ワールド・チャンピオンシップ・ボクシング」および「ボクシング・アフターダーク」を放送していたが、視聴者のボクシングへの関心が時代と共に低下して視聴率が落ち込み看板コンテンツがドラマや映画に移ると、HBOは2000年初頭に9千万ドル（インフレ率を換算すると約1億3千万ドル相当）かけていたボクシングの年間予算を2千万ドル～3千万ドルまで徐々に削減、このためトップランク社などの有力プロモーターと選手の流出が相次ぎ、45年間続けてきたボクシング中継を2018年で打ち切った。

#### NFL
1977年より2007年シーズンまでNFLの情報番組「Inside the NFL」が放送されていた。ケーブルテレビで放送されている番組としては最長寿番組であったが2008年シーズンからはShowtimeに移行した。

## HBOオリジナル作品
以下は日本語字幕・吹き替え版が製作されているタイトル。

### ドラマシリーズ
| タイトル                                             | 初回 | 最終 |
| ---------------------------------------------------- | ---- | ---- |
| ハリウッド・ナイトメア Tales from the Crypt          | 1989 | 1996 |
| OZ/オズ Oz                                           | 1997 | 2003 |
| ザ・ソプラノズ 哀愁のマフィア The Sopranos           | 1999 | 2007 |
| シックス・フィート・アンダー Six Feet Under          | 2001 | 2005 |
| THE WIRE/ザ・ワイヤー The Wire                       | 2002 | 2008 |
| カーニバル Carnivàle                                 | 2003 | 2005 |
| デッドウッド 〜銃とSEXとワイルドタウン Deadwood      | 2004 | 2006 |
| ビッグ・ラブ Big Love                                | 2006 | 2011 |
| イン・トリートメント In Treatment                    | 2008 | 2010 |
| トゥルーブラッド True Blood                          | 2008 | 2014 |
| ボードウォーク・エンパイア 欲望の街 Boardwalk Empire | 2010 | 2014 |
| ゲーム・オブ・スローンズ Game of Thrones             | 2011 | 2019 |
| ニュースルーム The Newsroom                          | 2012 | 2014 |
| TRUE DETECTIVE True Detective                        | 2014 | 継続 |
| LEFTOVERS/残された世界 The Leftovers                 | 2014 | 2017 |
| ビニル Vinyl                                         | 2016 | 2016 |
| ウエストワールド Westworld                           | 2016 | 2022 |
| ビッグ・リトル・ライズ Big Little Lies               | 2017 | 2019 |
| DEUCE/ポルノストリート in NY The Deuce               | 2017 | 2019 |
| HERE AND NOW ～家族のカタチ～ Here and Now           | 2018 | 2018 |
| メディア王 〜華麗なる一族〜 Succession               | 2018 | 2023 |
| ユーフォリア/EUPHORIA Euphoria                       | 2019 | 継続 |
| ペリー・メイスン Perry Mason                         | 2020 | 2023 |
| ラヴクラフトカントリー 恐怖の旅路 Lovecraft Country  | 2020 | 2020 |

### コメディシリーズ
| タイトル                                             | 初回 | 最終 |
| ---------------------------------------------------- | ---- | ---- |
| セックス・アンド・ザ・シティ Sex and the City        | 1998 | 2004 |
| ラリーのミッドライフ★クライシス Curb Your Enthusiasm | 2000 | 2024 |
| アントラージュ★オレたちのハリウッド Entourage        | 2004 | 2011 |
| ボアード・トゥ・デス Bored to Death                  | 2009 | 2011 |
| ハング Hung                                          | 2009 | 2011 |
| アメリカで成功する方法 How to Make It in America     | 2010 | 2011 |
| GIRLS/ガールズ Girls                                 | 2012 | 2017 |
| Veep/ヴィープ Veep                                   | 2012 | 2019 |
| ゲッティング・オン Getting On                        | 2013 | 2015 |
| ルッキング Looking                                   | 2014 | 2016 |
| シリコンバレー Silicon Valley                        | 2014 | 2019 |
| ballers / ボーラーズ Ballers                         | 2015 | 2019 |
| バイス・プリンシパルズ Vice Principals               | 2016 | 2017 |
| DIVORCE/ディボース Divorce                           | 2016 | 2019 |
| インセキュア Insecure                                | 2016 | 2021 |
| バリー Barry                                         | 2018 | 2023 |

### ミニシリーズ
| タイトル                                                            | 年   |
| ------------------------------------------------------------------- | ---- |
| フロム・ジ・アース/人類、月に立つ From the Earth to the Moon        | 1998 |
| バンド・オブ・ブラザース Band of Brothers                           | 2001 |
| エンジェルス・イン・アメリカ Angels in America                      | 2003 |
| 追憶の街 エンパイア・フォールズ Empire Falls                        | 2005 |
| ジェネレーション・キル Generation Kill                              | 2008 |
| ジョン・アダムズ John Adams                                         | 2008 |
| ザ・パシフィック The Pacific                                        | 2010 |
| ミルドレッド・ピアース 幸せの代償 Mildred Pierce                    | 2011 |
| オリーヴ・キタリッジ Olive Kitteridge                               | 2014 |
| ショウ･ミー･ア･ヒーロー Show Me a Hero                              | 2015 |
| ザ・ナイト・オブ The Night Of                                       | 2016 |
| モザイク～誰がオリヴィア・レイクを殺したか Mosaic                   | 2017 |
| シャープ・オブジェクツ Sharp Objects                                | 2018 |
| ウォッチメン Watchmen                                               | 2019 |
| アウトサイダー The Outsider                                         | 2020 |
| プロット・アゲンスト・アメリカ The Plot Against America             | 2020 |
| アイ・ノウ・ディス・マッチ・イズ・トゥルー I Know This Much Is True | 2020 |

### 共同製作シリーズ
| タイトル                                                     | 初回 | 最終 |
| ------------------------------------------------------------ | ---- | ---- |
| エキストラ:スターに近づけ! Extras                            | 2005 | 2007 |
| ROME［ローマ］ Rome                                          | 2005 | 2007 |
| エリザベス1世 〜愛と陰謀の王宮〜 Elizabeth I                 | 2005 | 2005 |
| 人生短し… Life's Too Short                                   | 2011 | 2013 |
| パレーズ・エンド Parade's End                                | 2013 | 2013 |
| ヤング・ポープ 美しき異端児 The Young Pope                   | 2017 | 2017 |
| チェルノブイリ Chernobyl                                     | 2019 | 2019 |
| ジェントルマン・ジャック 紳士と呼ばれたレディ Gentleman Jack | 2019 | 2022 |
| ダーク・マテリアルズ/黄金の羅針盤 His Dark Materials         | 2019 | 2022 |
| サード・デイ 〜祝祭の孤島〜 The Third Day                    | 2020 | 2020 |

### HBO関連シリーズ
HBOの子会社などで製作・放送したテレビシリーズ。なお日本では「HBO製作」と謳われている場合がある。
| タイトル                                       | 初回 | 最終 | 製作/放送         |
| ---------------------------------------------- | ---- | ---- | ----------------- |
| ストライクバック:極秘ミッション Strike Back    | 2010 | 2020 | Cinemax           |
| Banshee/バンシー Banshee                       | 2013 | 2016 | Cinemax           |
| セニョール・アヴィラ Sr. Ávila                 | 2013 | 2018 | HBO Latin America |
| The Knick/ザ・ニック The Knick                 | 2014 | 2015 | Cinemax           |
| クォーリー Quarry                              | 2016 | 2016 | Cinemax           |
| 私立探偵ストライク Strike                      | 2017 | 継続 | Cinemax           |
| ミス・シャーロック/Miss Sherlock Miss Sherlock | 2018 | 2018 | HBO Asia          |
| フォークロア Folklore                          | 2018 | 2018 | HBO Asia          |
| フードロア Food Lore                           | 2019 | 2020 | HBO Asia          |
| ウォリアー Warrior                             | 2019 | 継続 | Cinemax           |
| JETT/ジェット Jett                             | 2019 | 2019 | Cinemax           |

## チャンネル

### HBO
- HBO
- HBO2（1991年放送開始） - 旧称はHBO Plus（1998年 - 2002年）。HBO Moreのサブチャンネルで、映画やドラマ、ボクシング中継の再放送が中心。
- HBO Signature（1995年放送開始） - 「HBO3」として放送開始、1998年「HBO Action」チャンネル名変更
- HBO Family（1996年放送開始）
- HBO Comedy（1999年放送開始）
- HBO Zone（1999年放送開始）
- HBO Latino（2000年放送開始） - スペイン語チャンネル
- HBO HD（1999年放送開始。HDTV）

### Cinemax
- Cinemax
- MoreMAX（1991年放送開始） - 「Cinemax2」として放送開始、1998年チャンネル名変更
- ActionMAX（1996年放送開始） - 「Cinemax3」として放送開始、1998年チャンネル名変更
- ThrillerMAX（1998年放送開始）
- 5starMAX（2001年放送開始）
- WMAX（2001年放送開始）
- OuterMAX（2001年放送開始）
- @MAX（2001年放送開始）
- Cinemax HD（2003年放送開始） - HDTV

### 世界展開
- HBO Brazil（1991年放送開始）
- HBO Latin America（1991年放送開始） - スペイン語チャンネル
- HBO Asia（1992年放送開始） - シンガポール、インドネシア、フィリピン、マレーシア、香港
- HBO Canada（2008年放送開始）

## ネット配信
放送加入者向けのHBO GOおよび、加入者かどうかを問わないHBO Nowを運営した。いずれも、HBOオリジナル番組に加えて、HBOで放送された外部作品を配信するものであり、独自の番組は配信していない。
2020年5月27日から、ワーナーメディアが定額制動画配信サービス「HBO Max」を開始したことに伴い、HBO Nowの加入者は自動的に本サービスの会員に移行した。

## 日本
ジュピターテレコム（J:COM）子会社のジュピターVODと契約し、2007年10月からJ:COMのビデオ・オン・デマンドサービスである「J:COMオンデマンド」で放送していた。
2016年2月、日本テレビグループの動画配信サービスであるHuluとの間でSVODサービスにおいてコンテンツ国内独占配信契約を締結し、同サービスから配信するようになった。
2018年にHuluとの独占配信契約が解消した後は同サービスに加えて、Amazon Prime VideoやスターチャンネルEXでもHBO作品を配信するようになった。
2021年3月、ワーナーメディアは動画配信サービスのU-NEXTとの間で独占パートナーシップ契約を締結。同年4月から本チャンネルとHBO Maxのオリジナル作品を順次独占配信することを発表した。